# 貸しボート十三号
『貸しボート十三号』（かしボートじゅうさんごう）は、横溝正史の中編推理小説、および表題作とする中編小説集。「金田一耕助シリーズ」の一つ。『別冊週刊朝日』1957年（昭和32年）8月号に掲載された後、1958年（昭和33年）9月に中編化された。
本作を原作とするテレビドラマが2020年に放映された。

## あらすじ
日曜日、隅田川の川口、浜離宮公園沖に流れ着いた貸しボートから、男女の惨死体が発見された。どちらも首がノコギリで途中（女は7割ほど、男は3割ほど）まで挽き切られ、ちぎれかかっていた。女の方はレーンコートの下に派手なスーツを着ており、スーツの上から心臓を刃物でえぐられていたが、死因はひもによる絞殺であり、これだけなら首を絞めたあと念のためとどめを刺したようにも見えた。それに対して奇妙なのは男の方で、女と違ってこちらはパンツ一丁（猿股一丁）の姿であり、死因も心臓を刃物で刺されたものである一方、その後わざわざひもで首を絞められていた。等々力警部とともに現場に訪れた金田一耕助は、犯人の最初の計画では死体の身元を分からなくするために首を切断しようとした、そこに余儀ない事情が突発して首斬り作業を中止せざるを得なくなったと、捜査陣に説く。
夕方になって、吾妻橋ぎわの貸しボート屋の店員の証言で、問題の貸しボート十三号を金曜日の晩に借りてそれきり返しに来なかった客は、金縁眼鏡をかけて、鼻下に美しいひげをはやした中年の紳士であることが判明した。月曜日の10時ごろ、その中年紳士に容貌が似ている役所勤めの大木健造が出頭し、殺されたのは妻の藤子と、大木の娘の家庭教師で名門として知られるX大学ボート部に所属している駿河譲治であることを申し出た。大木は否定するが、藤子と駿河の間に不倫の噂があったらしい。所轄署の平出警部補は大木を容疑者と疑うが、ボート屋の店員によると、ボートを借りた男はもう少し柄が大きかったように思うとのことであった。
金田一は、X大学ボート部のボートハウスが殺人の現場の可能性が高いと考え、ボートハウスがある戸田に、等々力警部たちと向かう。ボートハウスを検分すると、最近誰かがコンクリートをきれいに洗い落としたらしく、泥の跡も残っていなかった。いよいよボートハウスが犯行現場らしく思え、金田一は仮にここが現場であるなら、吾妻橋から戸田までボートで漕ぎ上ってくるには、よほどボートに自信のある男に違いないと考え、同じく戸田にあるX大学ボート部の合宿所にボート部員たちの話を聞きにいく。
初めは警察に対する警戒心と敵意で、進んで話そうとしなかった部員たちだったが、面談者に金田一が混ざっていると知ると、急に態度を改めた。部員たちは、金田一が一流企業として知られる神門産業の総帥・神門貫太郎から絶大な信頼を得ていることや、神門の弟で神門産業専務の川崎重人とも昵懇であることを、殺された駿河から聞いていた。駿河は専務の川崎の娘・美穂子の婚約者であった。

## 登場人物
金田一耕助（きんだいち こうすけ）
私立探偵。
等々力大志（とどろき だいし）
警視庁警部。
平出（ひらいで）
築地署の捜査主任で警部補。
新井（あらい）
警視庁の刑事
関口五郎（せきぐち ごろう）
貸しボート「ちどり屋」の店員。
大木健造（おおき けんぞう）
近頃、汚職事件で世間の疑惑となっている役所のある省の、とくに問題を起こしやすい課の課長。45、6歳。金縁眼鏡をかけ、鼻の下に手入れのいき届いたひげをたくわえている。
大木藤子（おおき ふじこ）
健造の妻。数え年で40歳。貸しボート十三号内で死体となって発見される。
駿河譲治（するが じょうじ）
X大学の学生で、ボート部に所属。健造の娘の家庭教師。秀才。22、3歳。貸しボート十三号内で死体となって発見される。
川崎美穂子（かわさき みほこ）
神門産業の専務・川崎重人の娘。駿河の婚約者。
八木信作（やぎ しんさく）
X大学の学生で、ボート部に所属。駿河の親友。野性味まる出し。美穂子に思いを寄せている。事件の夜に女性から電話があり、外出していた。
矢沢文雄（やざわ ふみお）
X大学の学生で、ボート部に所属。駿河の親友。駿河と八木の中間タイプ。美穂子に思いを寄せている。ボート部の合宿を飛び出して池袋に居住しており、事件の夜に一旦姿を現して帰っていた。
片山達吉（かたやま たつきち）
X大学の学生で、ボート部に所属。金田一たちが訪問したときは浴衣姿であった。事件の夜には児玉、青木と3人で池袋へ出かけていた。
児玉潤（こだま じゅん）
X大学の学生で、ボート部に所属。通称「玉ちゃん」。金田一たちが訪問したときはセーター姿であった。
青木俊六（あおき しゅんろく）
X大学の学生で、ボート部に所属。通称「長脛彦」。金田一たちが訪問したときは浴衣姿であった。
古川稔（ふるかわ みのる）
X大学の学生で、ボート部に所属。アンダーシャツ姿で金田一たちへの応対の中心となり、その状況をもって「スポークスマン」と自称した。事件の夜には鹿児島から上京した兄と銀座にいた。
松本茂
X大学の学生で、ボート部のキャプテン。金田一たちが訪問したときは不在だった。
鈴木太一
X大学の学生で、ボート部のマネージャー。金田一たちが訪問したときは不在だった。
岩下トミ（いわした トミ）
X大学の学生寮の寮母。
神門貫太郎（しんもん かんたろう）
神門産業の総帥。川崎美穂子の伯父（父・重人の実兄）。金田一に絶対の信頼を寄せるパトロン。

## 原型短編からの加筆内容
原型短編版では金田一耕助が事情を寮母からまとめて聞き出し「金縁眼鏡に口髭の男」の正体に気が付いたところで、ナレーションが「読者諸君も真相に気が付いただろう」と一気に真相を説明して終了している。この際、冒頭で金田一たちが「なぜ2人の遺体のうち女の方はレインコートなのに、男の方は猿股姿なのか？」とわざわざ疑問に上げた問題が説明されないままになっている。
改稿後の前半では捜査状況や警部補の口癖などの人物描写を細かく加筆しているが、大筋は変わっておらず、量的にも7割程度の増である。一方、後半ではボート部の関係者を各々個性的に登場させて悲劇に至るまでの経緯も細かく描写し、最後には神門邸での真相説明の晩餐会を演出するなど、元の約8倍に達する大幅な加筆を行っている。神門と金田一の関係に関する設定は元の短編には無い。
なお、改稿に際して以下のような登場人物名の変更がある。
- ボート内で死体で見つかった女性：井口妙子→大木藤子
- 上記女性の娘：井口由紀子→大木ひとみ
- 駿河譲治の婚約者：川崎美禰子→川崎美穂子

## 収録書籍
- 『貸しボート十三号』（2022年、角川文庫、ISBN 978-4-04-112353-9）
「湖泥」「貸しボート十三号」「墜ちたる天女」を収録。
- 『貸しボート十三号（新装版）』（1996年、春陽文庫、ISBN 978-4-394-39516-4）
「貸しボート十三号」「人面瘡」「首」を収録。
- 『トランプ台上の首』（2000年、角川ホラー文庫、ISBN 978-4-04-355501-7）
「トランプ台上の首」「貸しボート十三号」「探偵小説講座」（エッセイ）を収録。

### 原型短編
- 『金田一耕助の帰還』（1996年、出版芸術社、ISBN 978-4-88293-117-1、文庫化2002年、光文社文庫、ISBN 978-4-334-73262-2）
「毒の矢」「トランプ台上の首」「貸しボート十三号」「支那扇の女」の原型短編および「壺の中の女」（『壺中美人』の原型）「渦の中の女」（『白と黒』の原型）「扉の中の女」（『扉の影の女』の原型）「迷路荘の怪人」（『迷路荘の惨劇』の原型）を収録。

## テレビドラマ
『シリーズ横溝正史短編集II「金田一耕助踊る！」貸しボート十三号』は、2020年1月18日にNHK BSプレミアムにて短編ドラマとして放送された。
大幅に省略簡略化され順序も前後しているが、科白やナレーションのほぼ全てを原作から抽出した文言で構成している。
市外通話が交換手接続であるため受信者に発信地域が判るという原作（1957年）の時代の設定を排し、公衆電話は1996年以降に設置されたデジタル電話になっている。
その他、以下のような改変が見られる。
- 金田一は和装ではなく洋装であり、浴衣姿で過ごしている学生もおらず、等々力警部も総髪のラフな風体である。
- 金田一たちが訪問したとき不在だったキャプテンとマネージャーは元々居住していないような科白になっており、飾ってある写真や最後の神門邸での謎解きの場面でも学生が1人足りない[注 2]。
- ボートハウス内で美穂子や金田一たちは「押入れ」ではなく単に物陰に隠れている。
- 平出警部補の存在は省略され、神門邸での謎解きには新井刑事が参加している。
- 神門邸での謎解きに美穂子以外の親族やX大学の教職員（部長、監督）は出席していない。

キャスト
- 金田一耕助 - 池松壮亮
- 等々力警部 - ヤン・イクチュン
- 神門貫太郎 - 嶋田久作
- 片山達吉 - 本田慎
- 駿河譲治 - 朝間優
- 八木信作 - ？
- 大木健造 ‐ 岡部尚
- 児玉潤 - 本田響矢
- 青木俊六 - 村越亮太
- 川崎美穂子 - 蒔田彩珠
- 岩下トミ - 千葉雅子
- 新井刑事 - 植村宏司
- 語り - 石橋静河